# New York Red Bulls
New York Red Bulls – amerykański klub piłkarski mający siedzibę w Secaucus, w obszarze metropolitalnym Nowego Jorku. Obecnie występuje w Major League Soccer.

## Historia
Klub powstał w 1995 roku pod nazwą New York/New Jersey MetroStars, w sezonach 98-05 nosił nazwę MetroStars. 9 marca 2006 został sprzedany austriackiej firmie Red Bull od której wziął nową nazwę, występuje w lidze MLS nieprzerwanie od czasu jej powstania. Największym sukcesem klubu jest dotarcie do finału MLS Cup w 2008 roku, wcześniej udało mu się zagrać w finale US Open Cup 2003 w którym również przegrał. Dwukrotnie zajął pierwsze miejsce we Wschodniej Konferencji sezonu zasadniczego MLS. 26 sierpnia 2000, zawodnik MetroStars Clint Mathis ustanowił rekord ligi zdobywając pięć bramek w jednym meczu przeciwko Dallas Burn.
Klub wygrał kilka towarzyskich turniejów tj. Atlantic Cup (2003, 2010, 2011), La Manga Cup (2004), Walt Disney World Pro Soccer Classic (2010) i Emirates Cup (2011).

## Statystyki
- Pierwszy mecz – 13 kwietnia 1996 przeciwko Los Angeles Galaxy.
- Największa wygrana – 21 maja 2016 przeciwko New York City FC (7:0)
- Największa porażka – 20 czerwca 1999 przeciwko Kansas City Wizards (0:6)
- Najwięcej meczów – Mike Petke (134)
- Najwięcej bramek – Juan Pablo Ángel (58)
- Najwięcej asyst – Tab Ramos oraz Amado Guevara (36)
- Zwycięstwo w La Manga Cup – 2004

## Trenerzy
- Eddie Firmani
- Carlos Queiroz
- Carlos Alberto Parreira
- Alfonso Mondelo
- Bora Milutinović
- Octavio Zambrano
- Bob Bradley
- Mo Johnston
- Richie Williams (tymczasowy)
- Bruce Arena
- Juan Carlos Osorio
- Richie Williams (tymczasowy)
- Hans Backe
- Mike Petke
- Jesse Marsch
- Chris Armas
- Bradley Carnell (tymczasowy)
- Gerhard Struber

## Obecny skład
Stan na 7 stycznia 2021
| Nr | Poz. | Piłkarz               |
| -- | ---- | --------------------- |
| 1  | BR   | David Jensen          |
| 3  | OB   | Amro Tarek            |
| 6  | OB   | Kyle Duncan           |
| 10 | PO   | Alejandro Gamarra     |
| 15 | OB   | Sean Nealis           |
| 16 | PO   | Dru Yearwood          |
| 18 | BR   | Ryan Meara            |
| 21 | NA   | Omir Fernandez        |
| 22 | NA   | Florian Valot         |
| 23 | PO   | Cristian Cásseres Jr. |
| 24 | OB   | Jason Pendant         |

| Nr | Poz. | Piłkarz              |
| -- | ---- | -------------------- |
| 26 | OB   | Tim Parker           |
| 27 | PO   | Sean Davis (kapitan) |
| 33 | OB   | Aaron Long           |
| 37 | PO   | Caden Clark          |
| 39 | OB   | Mandela Egbo         |
| 42 | NA   | Brian White          |
| 47 | OB   | John Tolkin          |
| 74 | NA   | Tom Barlow           |
| 77 | NA   | Daniel Royer         |
| 80 | PO   | Chris Lema           |
| –  | BR   | Luca Lewis           |

### Piłkarze na wypożyczeniu
| Nr | Poz. | Piłkarz                                      |
| -- | ---- | -------------------------------------------- |
|    | NA   | Mathias Jørgensen (wypożyczony do Aarhus GF) |